# Harris Tweed

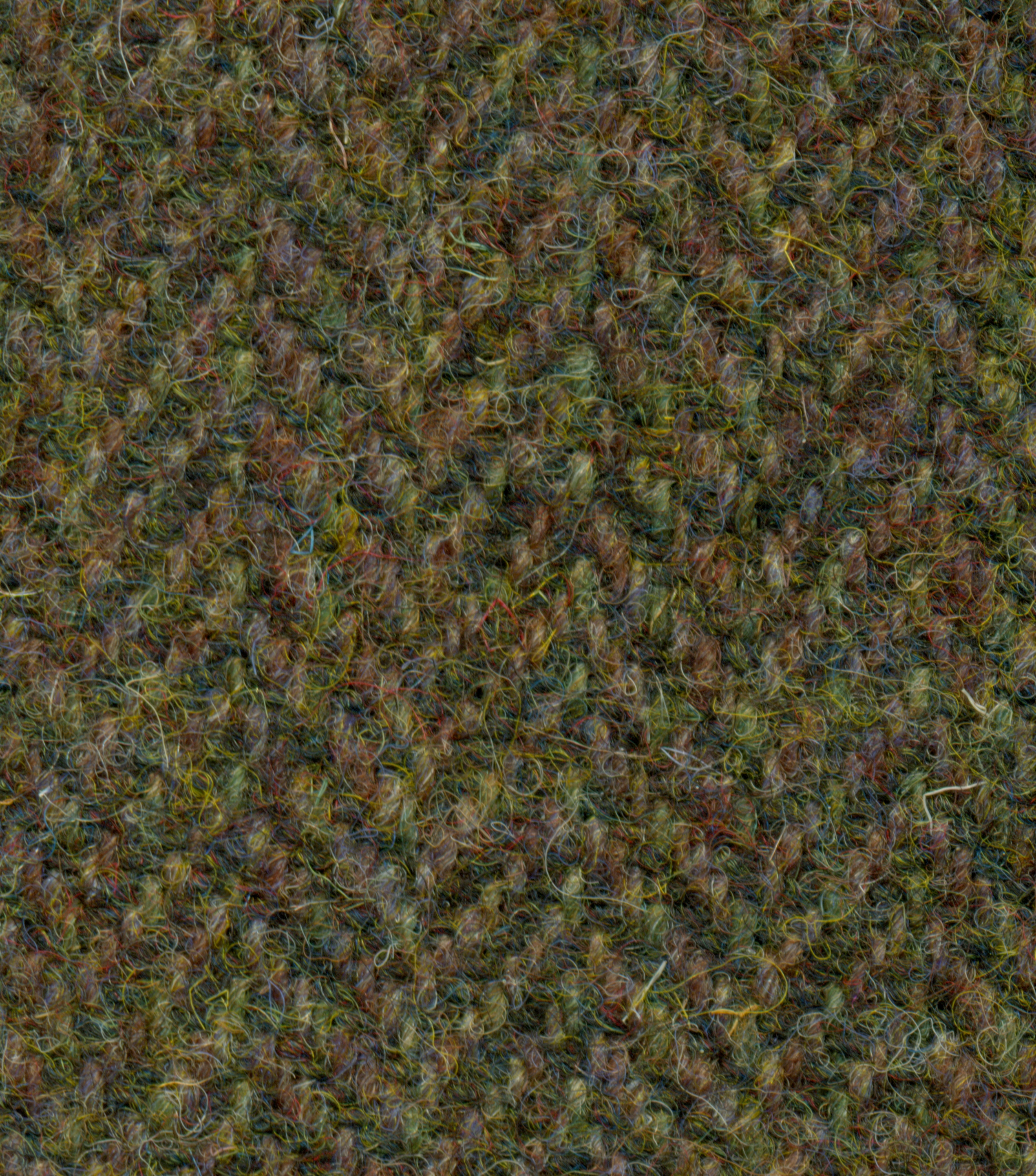
Tecido no padrão Harris Tweed

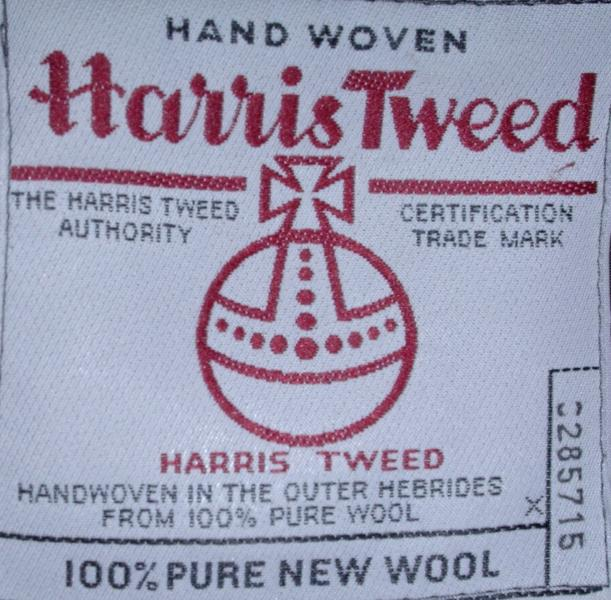
Etiqueta de garantia.

Harris Tweed é um tecido têxtil tradicional do tipo Tweed, que, sendo denominação de origem protegida pelo Harris Tweed Act de 1993 e controlada pela autoridade escocesa Harris Tweed Authority, só pode ser produzido nas Hébridas Exteriores da Escócia.

## Uso

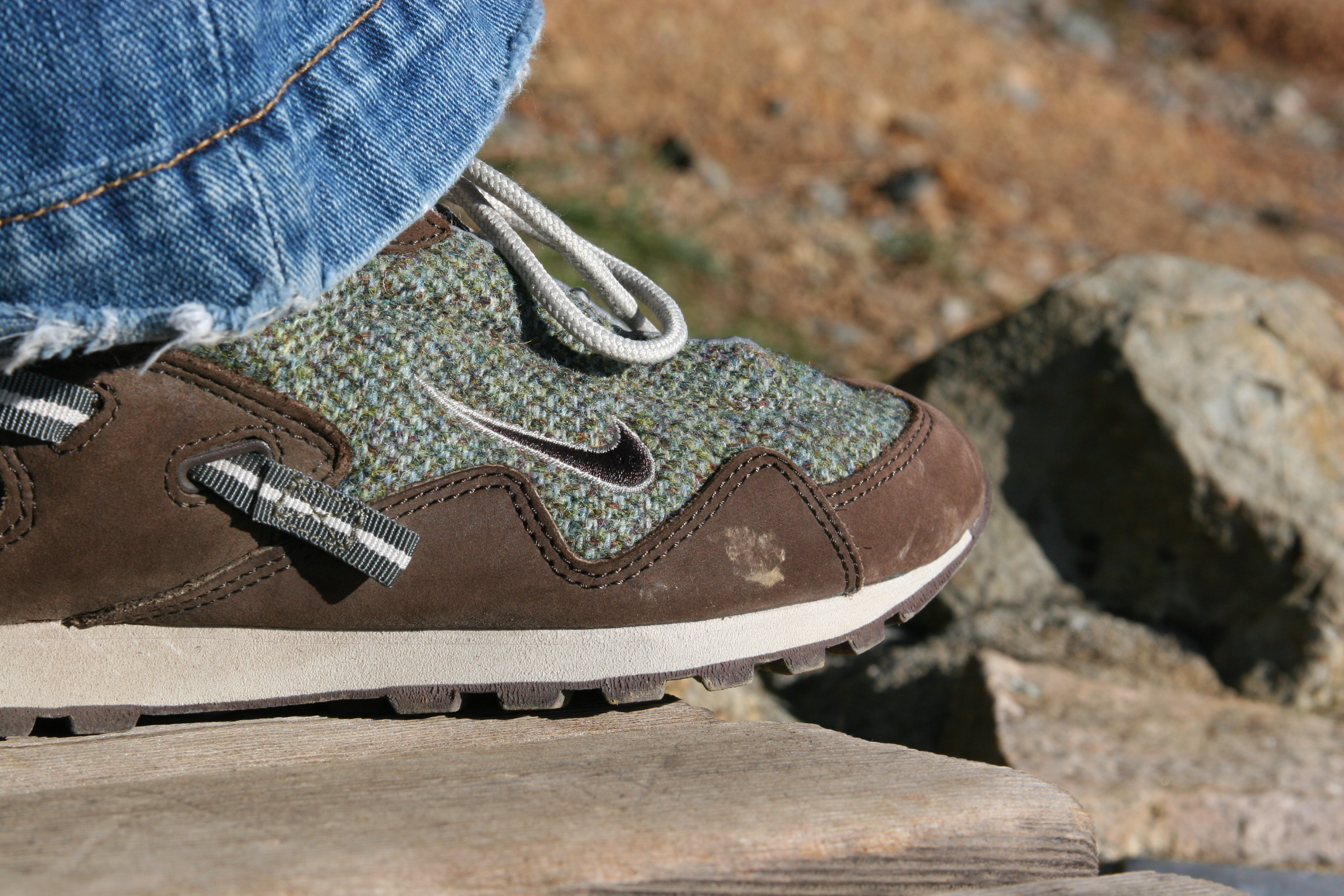
Harris Tweed, usado num sapato da Nike.

Harris Tweed, marca registrada desde 1910, é frequentemente utilizado para representar o estilo do velho mundo rural, como a caça e a atitude professoral, mas é usado também em sapatos e bonés.